# Gnophos serotinaria
Gnophos serotinaria là một loài bướm đêm trong họ Geometridae.